# Les Araignées
Pour plus de détails, voir Fiche technique et Distribution.
Les Araignées (Die Spinnen) est un film muet allemand réalisé par Fritz Lang. Deux épisodes ont été tournés : Le Lac d'or (Der Golden See), sorti en 1919, et Le Vaisseau de diamant (Das Brillantenschiff), sorti en 1920.
Une copie neuve a été distribuée en 1984 en France.
Le film est tiré de l'unique roman, éponyme,  écrit par Fritz Lang. 

## Synopsis
Dans le premier volet, Le Lac d'or, un riche américain, Kay Hoog, lutte contre une mystérieuse organisation, les Araignées, qui cherche comme lui à s'emparer d'un fabuleux trésor inca.
Dans la seconde partie, Le Vaisseau en diamant, Kay Hoog et les Araignées s'opposent à nouveau au sujet d'un diamant, dont la possession permettrait à l'organisation  d'asseoir sa domination sur l'Asie.

## Fiche technique
- Titre : Les Araignées
- Titre original : Die Spinnen
- Réalisation : Fritz Lang
- Scénario : Fritz Lang
- Musique : Max Josef Bojakowski
- Décors : Otto Hunte, Carl Ludwig Kirmse, Heinrich Umlauff, Hermann Warm
- Producteur : Erich Pommer
- Société de production et de distribution : Decla-Bioscop AG
- Pays de production : République de Weimar
- Format : Noir et blanc - 1,33:1 - Film muet - 35 mm
- Genre : Aventure
- Durée : 81 minutes
- Dates de sortie : 
  - 3 octobre 1919 (1re partie)
  - 2 février 1920 (2e partie)

## Distribution
- Carl de Vogt : Kay Hoog
- Ressel Orla : Lio Sha
- Georg John : Dr Telphas
- Lil Dagover : la princesse Neola
- Paul Biensfeldt
- Harry Frank
- Rudolf Lettinger : Terry Landon
- Meinhart Maur
- Paul Morgan
- Edgar Pauly
- Reiner Steiner
- Thea Zander : Ellen Terry

## Production
Prévu pour être une série de quatre longs-métrages, Fritz Lang n'a pu en réaliser que deux avant que le projet ne soit interrompu par les producteurs.
Titres provisoires des épisodes 3 et 4 :
- Um Asiens Kaiserkrone (À la couronne impériale de l'Asie)
- Im Spinnennetz (Dans la toile d'araignée)